# Espen Eskås

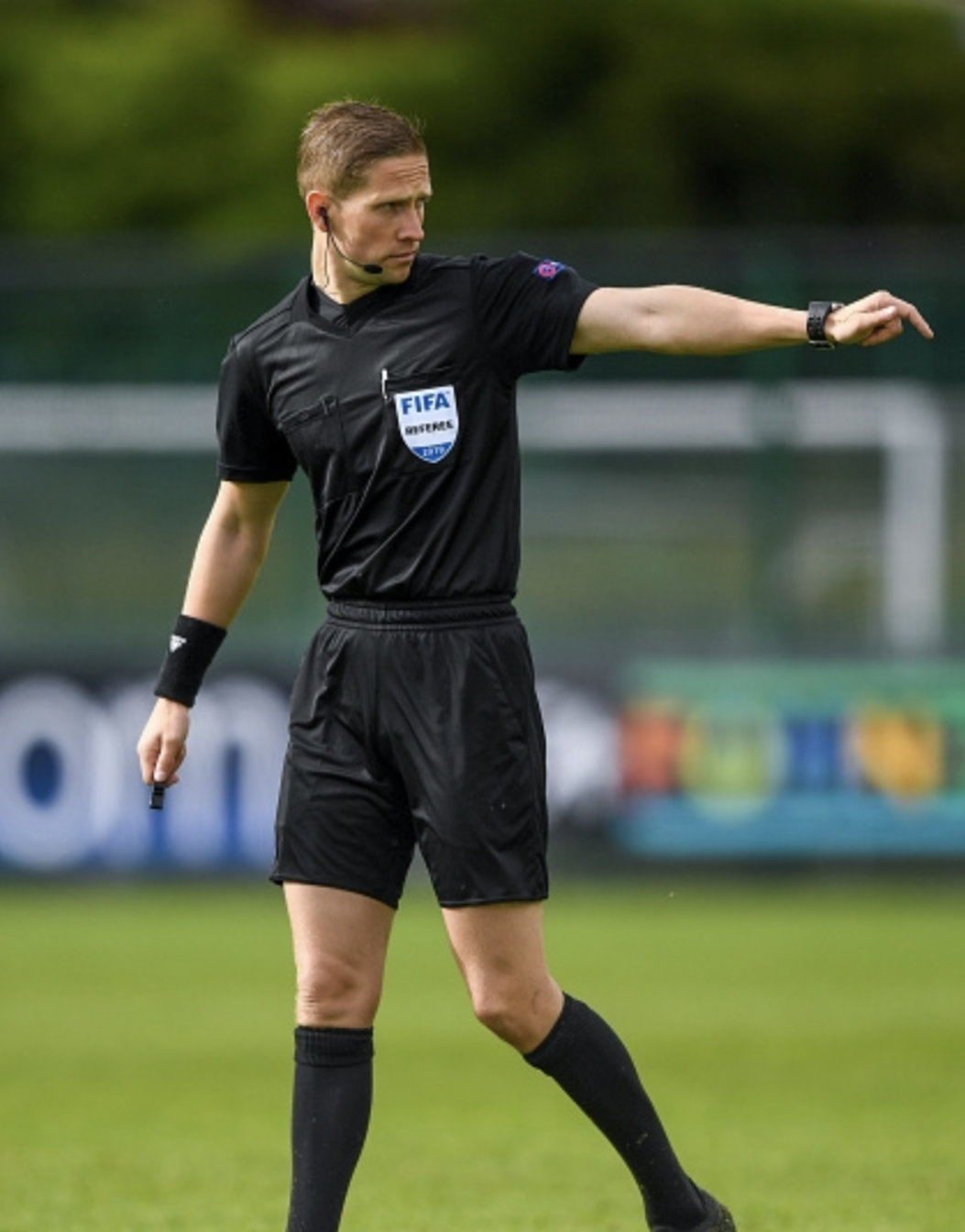
Espen Eskås (2019)

Espen Andreas Eskås (* 24. Juni 1988) ist ein norwegischer Fußballschiedsrichter.

## Werdegang
Eskås leitet seit der Saison 2015 Spiele in der norwegischen Eliteserien.
Seit 2017 steht er auf der Liste der FIFA-Schiedsrichter und leitet internationale Fußballspiele.
In der Saison 2019/20 leitete Eskås erstmals ein Spiel in der Europa League, in der Saison 2022/23 erstmals ein Spiel in der Champions League. Zudem pfiff er bereits Partien in der Nations League, in der EM-Qualifikation für die Europameisterschaft 2021, in der europäischen WM-Qualifikation für die Weltmeisterschaft 2022 in Katar sowie Freundschaftsspiele.
Bei der U-17-Europameisterschaft 2019 in Irland leitete Eskås vier Spiele inklusive des Finales zwischen den Niederlanden und Italien (4:2). Bei der U-21-Europameisterschaft 2021 in Slowenien und Ungarn wurde er als Vierter Offizieller eingesetzt.
Am 2. Dezember 2023 leitete Eskås das Finale der U-17-Weltmeisterschaft 2023 in Surakarta zwischen Deutschland und Frankreich (2:2, 4:3 i. E.). Zuvor pfiff er bereits zwei Gruppenspiele und ein Viertelfinale im Turnierverlauf.
Seit der zweiten Hälfte der Saison 2023/24 zählt er zur Gruppe der UEFA-Elite-Schiedsrichter.
Im April 2024 wurde Eskås als Unterstützungsschiedsrichter für die Europameisterschaft 2024 in Deutschland nominiert. Im Anschluss soll er Spiele des olympischen Fußballturniers in Paris leiten. Als Assistenten begleiten ihn Jan Erik Engan und Isaak Bashevkin. In Paris kam das Gespann zu zwei Einsätzen in der Gruppenphase – darunter einmal beim Turnier der Frauen – und durfte zudem das Spiel um die Bronzemedaille des Herrenturniers leiten.

## Einsätze bei Olympia 2024
| Phase           |  | Datum         | Spielort | Heimmannschaft | Gastmannschaft | Ergebnis  |
| --------------- |  | ------------- | -------- | -------------- | -------------- | --------- |
| Gruppenphase    |  | 27. Juli 2024 | Lyon     | Argentinien    | Irak           | 3:1 (1:1) |
| Gruppenphase    |  | 31. Juli 2024 | Bordeaux | Brasilien      | Spanien        | 0:2 (0:0) |
| Spiel um Bronze |  | 8. Aug. 2024  | Nantes   | Ägypten        | Marokko        | 0:6 (0:2) |